# Rubus cimbricus
Rubus cimbricus es una especie de planta del género Rubus, perteneciente a la familia Rosaceae.

## Taxonomía
Rubus cimbricus fue descrita por Wilhelm Olbers Focke en 1886.

## Distribución
Se encuentra en el territorio de Dinamarca y Alemania.